# 神田潤一
神田 潤一（かんだ じゅんいち、1970年〈昭和45年〉9月27日 - ）は、日本の政治家、実業家。自由民主党所属の衆議院議員（2期）、法務大臣政務官。
内閣府大臣政務官、日本銀行職員、金融庁職員を歴任。青森県八戸市出身。
曽祖父は2-4代目八戸市長の神田重雄。父は八戸市議会議員や日本共産党三八地区委員長などを務めた神田洋一。

## 経歴
青森県立八戸高等学校卒業後、東京大学に入学し、1994年に経済学部卒業、同年日本銀行入行。
2000年に米イェール大学より修士号取得。2004年より日本銀行金融機構局で、主要行や外国金融機関等のモニタリング・考査を担当。2011年に日本生命に出向し、運用リスク管理を担当（2012年まで）。2014年より日本銀行金融機構局 考査運営課市場・流動性リスク考査グループ長。2015年8月から2017年7月まで金融庁に出向し、総務企画局企画課信用制度参事官室企画官として、日本の決済制度・インフラの高度化、およびフィンテックに関連する調査・政策企画に従事。
2017年9月にマネーフォワードに入社し、同年12月より執行役員に就任した。2018年5月には子会社のマネーフォワードフィナンシャル株式会社の代表取締役社長に就任。2021年8月31日マネーフォワード退社。
一般社団法人Fintech協会常務理事（3期～6期8月末、2017年11月29日～2021年8月31日)。
2021年8月に大島理森の引退に伴い自由民主党の青森2区総支部長に就任。
2021年10月31日、第49回衆議院議員総選挙で初当選。2022年2月、宏池会に入会。
2024年9月12日、自民党総裁選挙が告示され、旧岸田派からは林芳正と上川陽子の2人が立候補した。投票日前日の9月26日22時半頃、産経新聞は、麻生太郎が1回目の投票から高市早苗を支援するよう自派閥の議員に指示を出したとスクープした。9月27日朝、岸田文雄首相は高市が決選投票に残る可能性が高いと踏み、「決選は高市氏以外。党員票が多い方に投じてほしい」と旧岸田派のメンバーに一気に指示を下ろした。高市は1回目の議員投票で、報道各社の事前調査での30～40票を大きく上回る72票を獲得した。党員数と合わせた得票数は1位だったが、決選投票で石破茂に敗れた。神田は1回目の投票では小泉進次郎に投じ、決選投票では石破に投じた。
2024年10月27日、第49回衆議院議員総選挙で2選。
同年11月13日、第2次石破内閣にて法務大臣政務官に就任。
2025年7月20日の第27回参議院通常選挙で滝沢求を推薦するが落選となった。

## 所属団体・議員連盟
- 自由民主党たばこ特別委員会（幹事）[13]

## 選挙
| 当落 | 選挙                   | 執行日         | 選挙区      | 政党       | 得票数     | 得票率 | 定数 | 得票順位 /候補者数 | 政党内比例順位 /政党当選者数 |
| ---- | ---------------------- | -------------- | ----------- | ---------- | ---------- | ------ | ---- | ------------------ | ---------------------------- |
| 当   | 第49回衆議院議員総選挙 | 2021年10月31日 | 青森県第2区 | 自由民主党 | 12万6137票 | 61.53% | 1    | 1/3                | /                            |
| 当   | 第50回衆議院議員総選挙 | 2024年10月27日 | 青森県第2区 | 自由民主党 | 8万2784票  | 45.38% | 1    | 1/4                | /                            |